# Wohlriechende Seerose
Die Wohlriechende Seerose (Nymphaea odorata) ist eine Pflanzenart aus der Gattung der Seerosen (Nymphaea) in der Familie der Seerosengewächse (Nymphaeaceae).

## Beschreibung
Die Wohlriechende Seerose ist eine ausdauernde krautige Pflanze. Diese Wasserpflanze, die in Wassertiefen von mehr als 40 Zentimeter wächst, bildet meist verzweigte Rhizome die walzlich sind und keine knollig verdickten Seitensprosse bilden. Der Blattstiel hat meist keine braunroten Längsstreifen. Die Schwimmblattspreite ist unterseits rot oder purpurn und hat spitze oder zugespitzte Basallappen. 
Die zwittrigen Blüten weisen einen Durchmesser von meist 7 bis 15 (selten bis zu 19) Zentimetern auf. Die vier Kelchblätter sind grün bis rötlich. Es sind meist 23 bis 32 (14 bis 43) weiße, selten auch rosa gefärbte, freie Kronblätter vorhanden. Die 35 bis 120 Staubblätter sind gelb. Die Narbenscheibe ist 10- bis 25-strahlig. Die Blüten sind nachts geschlossen. Die Blütezeit reicht von Juni bis August.
Die eiförmigen Samen sind mit 1,5 bis 4,5 × 0,9 bis 3 mm, 1,5 bis 1,75 mal länger als breit.
Die Chromosomenzahl beträgt 2n = 42, 56 oder 84.

## Vorkommen
Die Wohlriechende Seerose kommt im warmen bis gemäßigten Nordamerika, Mittelamerika, auf Kuba und auf den Bahamas in Seen, Teichen, langsam fließenden Gewässern und Kanälen vor.

## Systematik

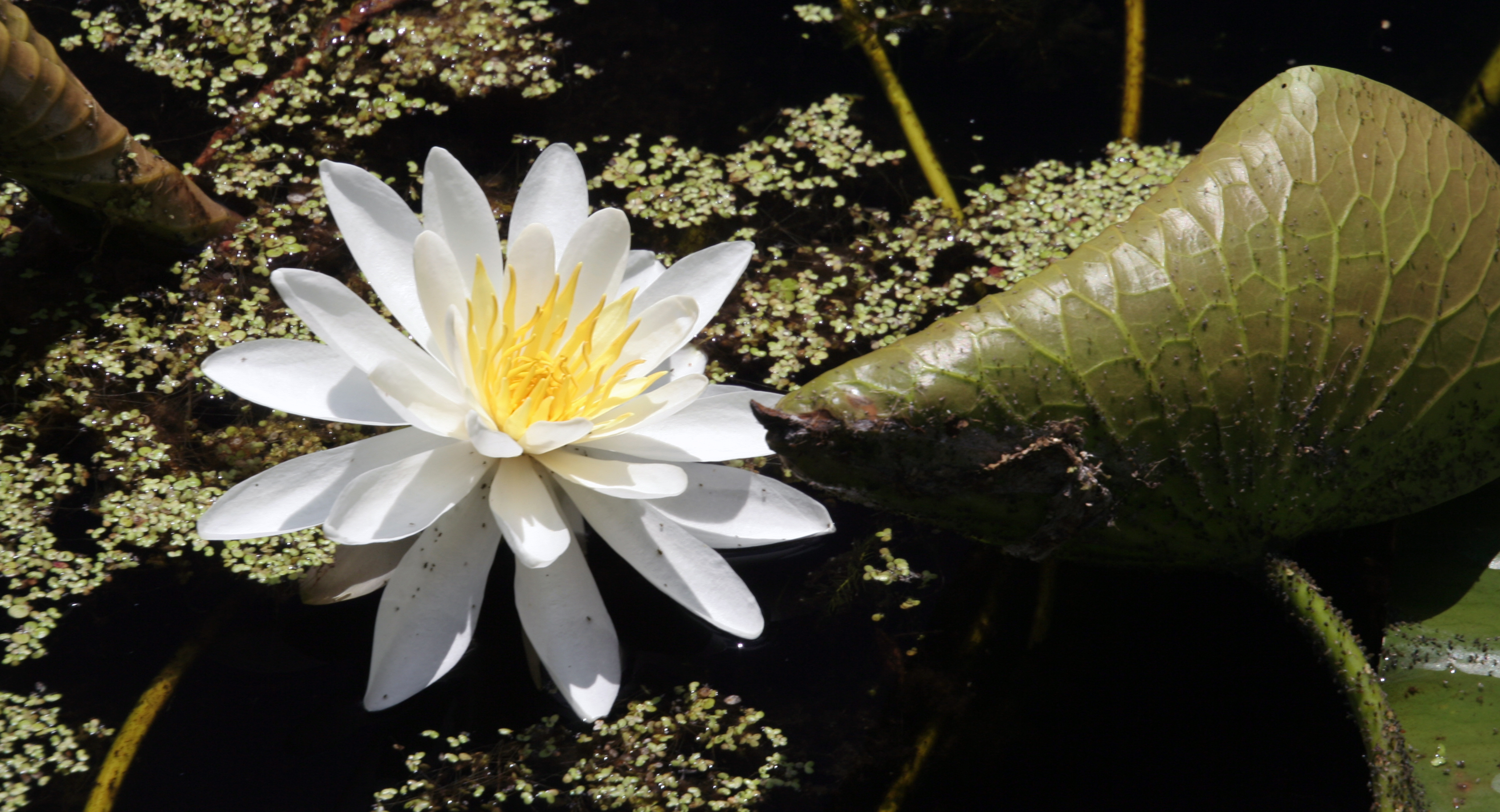
Knollen-Seerose (Nymphaea odorata subsp. tuberosa)

Man kann zwei Unterarten unterscheiden: 
- Die Eigentliche Wohlriechende Seerose (Nymphaea odorata Aiton subsp. odorata): Sie ist von Kanada über die USA bis Mexiko und El Salvador, Honduras bis Nicaragua sowie auf den Bahamas, Kuba und Puerto Rico verbreitet.[2]
- Knollen-Seerose (Nymphaea odorata subsp. tuberosa (Paine) Wiersma & Hellquist, Syn.: Nymphaea tuberosa Paine): Sie ist von den kanadischen Provinzen Ontario, Quebec sowie Manitoba bis zu den nordöstlichen bis nördlich-zentralen USA verbreitet.[2]

## Nutzung
Die Wohlriechende Seerose wird selten als Zierpflanze in Gartenteichen genutzt. In Nordamerika gilt sie als Heilpflanze. Diese Art ist seit 1786 in Kultur. Sie ist die Stammart zahlreicher Hybriden.

## Belege